# Wody pływowe
Wody pływowe – wody, na których występuje zjawisko pływów.
Ze względu na zmiany wysokości lustra wody, a co za tym idzie, głębokości akwenu pływy stanowią ważne zagadnienie w nawigacji, a w konsekwencji konieczność ustalenia czy jednostka o danym zanurzeniu i napędzie może się bezpiecznie przemieszczać. Nawigację utrudnia także występowanie prądów pływowych, wpływających na kurs i prędkość jednostki.
Morze Bałtyckie nie daje możliwości praktykowania nawigacji na wodach pływowych ponieważ amplituda pływu występująca na tym akwenie waha się od 1 cm w jego południowej części, do ok. 14 cm w częściach północnej i zachodniej.

## Podział wód pływowych
W zależności od miejsca występowania wód pływowych dzieli się je ze względu na charakter pływów jaki na nich występuje:
- cykl dobowy - charakteryzuje się jednym wysokim i jednym niskim stanem wody w ciągu doby. Występuje w strefie międzyzwrotnikowej, a dominuje na Oceanie Indyjskim.
- cykl półdobowy - charakteryzuje się dwoma wysokimi i jednym niskim stanem wody, o dość regularnych wartościach. Głównie występuje na Morzu Północnym oraz wybrzeżach Afryki i północnej Europy.
- cykl mieszany - charakteryzuje się brakiem regularności w czasie i amplitudzie. Występuje u wybrzeży Australii i na Pacyfiku.

Wody pływowe dzieli się również ze względu na amplitudę występujących pływów na wody o pływach dużych (np. Zatoka Fundy, La Manche) i małych (np. wybrzeże Norwegii).

## Wody pływowe w polskich uprawnieniach turystycznych i sportowych
Zgodnie z rozporządzeniem Ministra Sportu i Turystyki z dnia 9 kwietnia 2013r aby uzyskać uprawnienia kapitana jachtowego wydawane przez Polski Związek Żeglarski lub uprawnienia kapitana motorowodnego wydawane przez Polski Związek Motorowodny i Narciarstwa Wodnego, należy m.in. „odbyć jeden rejs powyżej 100 godzin żeglugi po wodach pływowych z zawinięciem do co najmniej dwóch portów pływowych”. Przepisy te jednak nie definiują jakie akweny są zaliczane do stażu kapitańskiego pozostawiając dużą uznaniowość organom wydającym stosowne uprawnienia.